# Brüttelen
Brüttelen, appelée en français Bretiège, est une commune suisse du canton de Berne, située dans l'arrondissement administratif du Seeland.

## Population

### Surnom
Les habitants de la commune sont surnommés die Hosenrütteler, soit ceux qui secouent leurs pantalons.

### Démographie
La commune compte 338 habitants en 1764 (avec Gäserz), 597 en 1850, 522 en 1900, 633 en 1970, 517 en 1980 et 643 en 2000.

## Transports
- Ligne Bienne–Täuffelen–Anet, appartenant à l’entreprise de transport Aare Seeland mobil (ASm).